# Fellipe Barbosa
Fellipe Gamarano Barbosa (Rio de Janeiro, 16 de setembro de 1980) é um cineasta brasileiro. Completou o seu mestrado em cinema na Universidade de Columbia, Nova York. Seus curta-metragens, incluindo o premiado Salt Kiss (2007), já exibido no Festival de Sundance, Clermont-Ferrand e o Festival de Cinema de Nova York. Em 2007, Fellipe foi nomeado um dos 25 New Faces of Film Independent Filmmaker da Revista. Seu documentário Laura, vencedor da concessão Cinereach, ganhou Melhor Documentário no Hamptons Film Festival 2011 e tocou no Hot Docs, Visions du Réel e Bafici, entre outros. Ele participou do Sundance Lab da do roteirista e diretor com seu filme Casa Grande, sua estréia na ficção que estreou no Hivos Tiger Prêmios Concorrência no 2014 International Film Festival Rotterdam e exibido em muitos outros festivais internacionais. O filme ganhou 12 prêmios, incluindo do mundo eo público em Toulouse, o Prêmio do Público no Festival do Rio e da Crítica FIPRESCI críticos franceses Award no Festival de Cinema de São Paulo.

## Filmografia
- 2019 - Domingo
- 2017 - Gabriel e a Montanha[2]
- 2015 - Sangue Azul
- 2014 - Casa Grande
- 2014 - Rio em Chamas
- 2013 - Rio, Eu Te Amo
- 2011 - Laura
- 2006 - Beijo de Sal
- 2005 - La muerte es pequeña